# Rupēs di 4 Vesta
Segue una lista delle rupēs presenti sulla superficie di 4 Vesta. La nomenclatura di 4 Vesta è regolata dall'Unione Astronomica Internazionale; la lista contiene solo formazioni esogeologiche ufficialmente riconosciute da tale istituzione.
Le rupēs di Vesta portano i nomi di festività romane o luoghi associati alle vestali.
Sono tutte state identificate durante la missione della sonda Dawn, l'unica ad avere finora raggiunto Vesta.

## Prospetto
| Rupes            | Eponimo | Latitudine | Longitudine | Diametro  |
| ---------------- | --- | ---------- | ----------- | --------- |
| Agonium Rupes    | Agonalia - Festività romana celebrata quattro volte ogni anno che prevedeva il sacrificio di un ariete ad una diversa divinità in ciascuna occasione. | 53,47° S   | 316,08° E   | 111,28 km |
| Matronalia Rupes | Matronalia - Festività romana in onore di Giunone celebrata il 1º marzo, capodanno nel calendario romano.                                             | 49,42° S   | 232,76° E   | 209,49 km |
| Parentatio Rupes | Parentalia - Festività romana a carattere privato della durata di nove giorni, dedicato ad onorare i defunti di famiglia.                             | 73,75° S   | 107,59° E   | 99,34 km  |